# Гуде (Горња Лоара)
Гуде (фр. Goudet) је насеље и општина у централној Француској у региону Оверња, у департману Горња Лоара која припада префектури Пиј ан Веле.
По подацима из 2011. године у општини је живело 58 становника, а густина насељености је износила 12,89 становника/km². Општина се простире на површини од 4,5 km². Налази се на средњој надморској висини од 770 метара (максималној 1.018 m, а минималној 733 m).

## Демографија
| 1962. | 1968. | 1975. | 1982. | 1990. | 1999. | 2011. |
| ----- | ----- | ----- | ----- | ----- | ----- | ----- |
| 81    | 92    | 82    | 80    | 65    | 63    | 58    |

График промене броја становника у току последњих година